# François de Cannart d'Hamale
François Joseph Ghislain de Cannart d'Hamale (Leuven, 1 juni 1803 - Mechelen, 2 oktober 1888) was een Belgisch senator.

## Levensloop

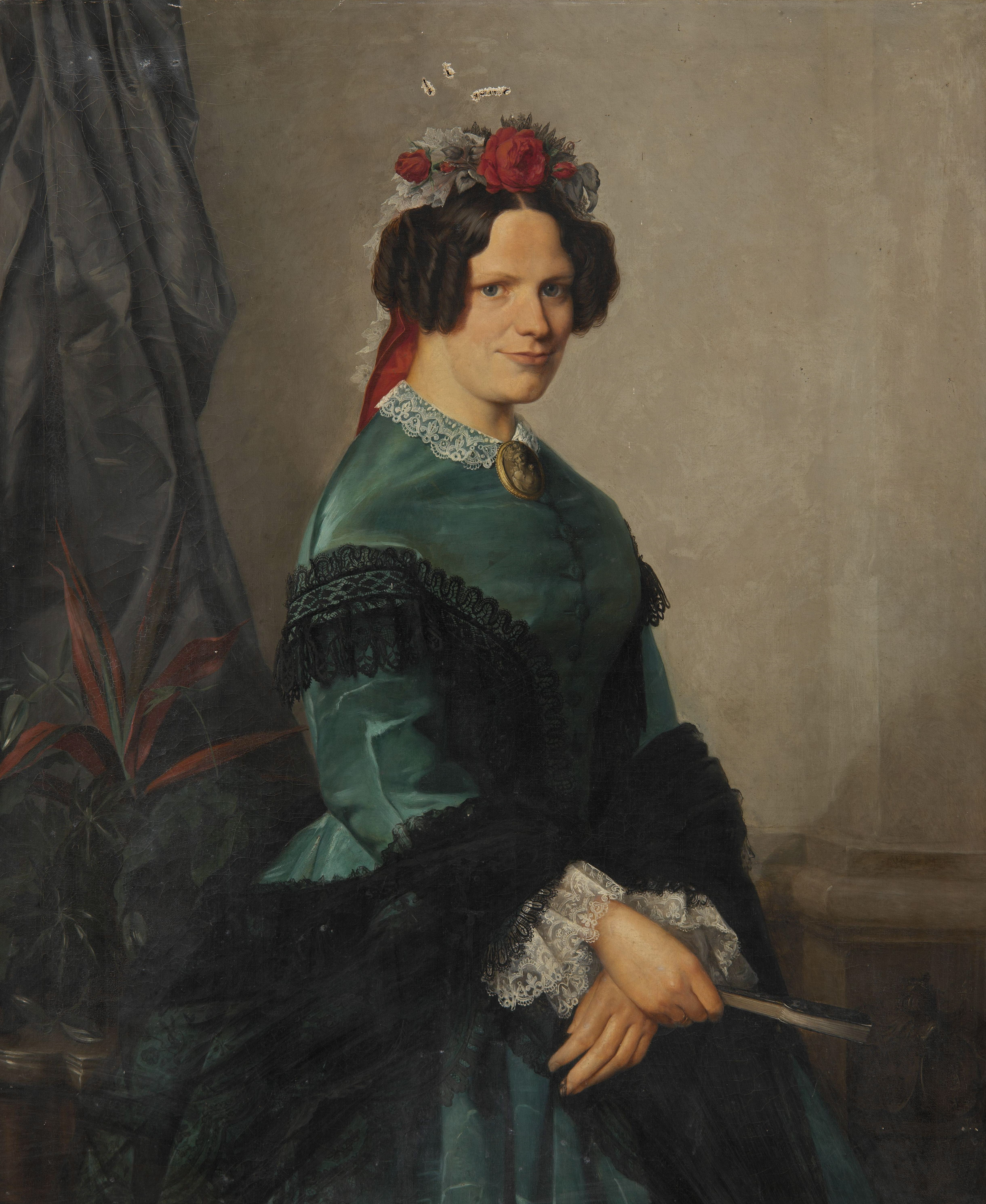
Valentine du Trieu de Terdonck

De Cannart was een zoon van Hyacinthe de Cannart en van Thérèse Frantzen. Zijn vader behoorde tot de niet in de adel bevestigde tak van de familie. François trouwde achtereenvolgens met Catherine de Meester en met Valentine du Trieu de Terdonck. Hij was de schoonzoon van Charles du Trieu de Terdonck.
Gepromoveerd tot doctor in de rechten aan de Rijksuniversiteit Leuven (1829) werd hij korte tijd advocaat aan de balie van Brussel en stagiair bij het parket van Leuven. 
De Cannart werd een nationaal en internationaal erkende tuinbouwer. Hij legde in Mechelen een merkwaardige collectie aan van inheemse en uitheemse planten. Zijn nieuwe selecties kregen vaak prijzen op tuinbouwtentoonstellingen. Zijn specialiteiten waren orchideeën en lelies.
Internationaal werd hij gereputeerd als een van de meest geleerde Belgische tuinbouwers. Samen met ridder van den Branden de Reeth, Reyntjens, de Neef en Smout, stichtte hij in 1837 de Mechelse Hofbouwvereniging. De Federatie van hofbouwkundige verenigingen in België, die hij voorzat van 1867 tot 1880, oefende een belangrijke invloed uit in een tijd toen er nog geen Ministerie van Landbouw bestond, en de vereniging als een soort officieus ministerie optrad.
Van 1846 tot 1860 was hij gemeenteraadslid van Mechelen. In 1861 volgde hij zijn schoonvader du Trieu op als katholiek senator voor het arrondissement Mechelen. Hij vervulde dit mandaat tot in 1884. Hij werd consul-generaal van Hawaï (1881-1885) en consul van Venezuela (1886-1887). 
In augustus 1869 vond het stichtingscongres plaats van de Federatie van Katholieke Kringen en Conservatieve Verenigingen, waarmee de eerste katholieke en conservatieve politieke partij werd gevormd. Cannart d'Hamale werd er de eerste voorzitter van en bleef dit tot in maart 1884, toen hij vanwege zijn hoge leeftijd en zwakker wordende gezondheid aftrad.

### Functies
In Mechelen bekleedde hij allerhande functies:
- luitenant, luitenant-kolonel en kolonel van de Burgerwacht,
- medestichter (1837) en voorzitter (1862-1888) van de Koninklijke vereniging voor Hofbouwkunde van Mechelen,
- ondervoorzitter en voorzitter van de Landbouwcomice voor Mechelen.

In een ruimer gebied was hij:
- lid van het directiecomité voor de Nationale tentoonstelling van landbouw en tuinbouw in Brussel (1848),
- voorzitter van de Landbouwvereniging van het Noorden (1864-1885),
- voorzitter van de Federatie van maatschappijen van hofbouwkunde (1867-1888),
- voorzitter van het Eerste Congres van Botanica en Tuinbouw in Brussel (1864),
- ondervoorzitter van het Congres van Botanica en Tuinbouw in Amsterdam (1865),
- ondervoorzitter van het Congres van Botanica en Tuinbouw in Parijs (1867),
- lid van de Société de Botanique de France,
- lid van de Toezichtsraad van de Botanische tuinen van het Rijk in Brussel,
- lid van de Hoge Raad voor de Landbouw,
- ondervoorzitter van de Centrale maatschappij voor Landbouw in België.

## Publicatie
- Monographie historique et littéraire des lis, Mechelen, 1870.